# 神探威威猫
神探威威猫是中国首部大型侦探系类三维动画片。主角为智勇双全的威威猫，在顽豆死后继承了顽豆的能力，可以变身为顽豆。其他常出现的角色有爱爱兔、虎警长、蓝山、老狐狸、彼弗狼。2004年《神探威威猫》获得中国电视艺术家协会卡通委员会特别奖。